# 주상윤
혜왕 주상윤(惠王 朱常潤, 1594년 2월 15일 ~ 1647년 1월 7일)은 중국 명나라 제13대 군주 신종 만력제의 서자이며 남명(南明) 왕조의 황족 종실이다. 호(號)는 쌍포당주인(雙砲堂主人).

## 생애

### 생애 초기
그는 신종 만력제와 후궁(後宮) 출신 공순황귀비 이씨(恭順皇貴妃 李氏, 증 효경태황태후) 사이에서 출생하였고 1601년 혜왕(惠王)이라는 작위에 책봉되었다.

### 직계 가족 관계
동복 아우는 계단왕 주상영이며 계단왕의 아들이자 혜왕 자신의 조카로 남명 소종 영력제 주유랑이 있다.

### 최후
남명 왕조 제3대 황제였던 친척 아우 남명 문종 소무제 주율오(南明 文宗 紹武帝 朱聿𨮁)의 검열과 외압으로 인하여 1646년 12월 5일을 기하여 혜왕 작위에서 폐위되어 자신의 사저에 유폐되었다.

### 사망
그는 혜왕 작위에서 폐위 처분된 지가 1개월 후인 이듬해 1647년 1월 7일에 소무제가 보낸 군사들의 습격으로 인하여 암살되었는데 이 사건을 최고 배후 조종하여 진두 지휘한 소무제도 13일 후인 1647년 1월 20일을 기하여 단 한 마디 유언도 남기지 못한 채 향년 42세로 갑자기 붕어(崩御)하였고 친척 아우 주상청(朱常淸)이 남명 동무제(南明 東武帝)로 등극하였다.

### 사후
1649년 11월 18일, 동무제가 붕어하고 동복 조카 주유랑이 영력제로 황위에 등극하자 생전에 폐위된 작위를 회복하여 1649년 12월 16일을 기하여 혜왕으로 다시 추서되었고 1년 후 영력제 주유랑의 황명을 받아 주상윤의 아들 주유량(朱由梁)도 1650년 10월 16일을 기하여 혜왕 작위를 전격 습봉받았다.